# Service Data Unit

MAC-Layer-(d. h. Schicht 2a-)PDU wird zu Physical-Layer-(d. h. Schicht 1-)SDU; im Text wird der Physical-Layer als tiefer bzw. als unter dem MAC-Layer liegend bezeichnet

Service Data Unit (SDU) und Protocol Data Unit (PDU) sind Konzepte aus dem Bereich der Netzwerkprotokolle.
Netzwerkprotokolle sind üblicherweise Schichten zugeordnet, z. B. entsprechend dem OSI-Schichtenmodell. Dabei haben unterschiedliche hierarchische Schichten unterschiedliche Aufgaben, implementieren entsprechend jeweils ein Protokoll und werden üblicherweise mit einer Nummer N durchnummeriert.
Typischerweise fügt jede Schicht N den zu übertragenden Nutzdaten der Schicht, d. h. der Service Data Unit (SDU) dieser Schicht, eigene Verwaltungsinformationen hinzu. Die vollständige Nachricht des Protokolls einer Schicht, d. h. der komplette Satz Nutzdaten plus die Verwaltungsinformationen der Schicht, wird Protocol Data Unit (PDU) dieser Schicht genannt:
```
PDU(N) = AI(N) + PCI(N) + SDU(N) (+ Footer(N))
```

wobei
- Address information - AI(N)
- Protocol Control Information - PCI(N) (d. h. Header) und
- Footer(N) bzw. Trailer(N)

die vom Protokoll der Schicht N hinzugefügten Verwaltungsinformationen darstellen.

## Schichtabhängigkeit
Wird die PDU einer Schicht N an eine tiefere Protokollschicht N-1 übergeben, so stellt sie aus Sicht der tieferen Schicht die Daten dar, die übertragen werden sollen. Die Schicht N-1 stellt den Dienst (Service) bereit, die PDUs der Schicht N zu übertragen. Daher wird der zu übertragende Datensatz (die PDU N) auf der Schicht N-1 auch die Service Data Unit (SDU) der Schicht N-1 genannt:
```
PDU(N) = AI(N) + PCI(N) + SDU(N) (+ Footer(N))
       =          SDU(N - 1)
```

Aus der Formel folgt im Umkehrschluss:
```

  

    

      

        
⇔

      

    

    
{\displaystyle \Leftrightarrow }

  

 SDU(N) = PDU(N + 1)
```

d. h. die SDU einer Ebene N ist die PDU der darüberliegenden Ebene N+1.

### Übersicht
PDUs auf den vier ersten Schichten des OSI-Modells:
1. Im Layer 4 (Transport Layer) entspricht die PDU dem Segment
2. Im Layer 3 (Network Layer) entspricht die PDU dem Paket
3. Im Layer 2 (Data Link Layer) entspricht die PDU dem Frame
4. Im Layer 1 (Physical Layer) entspricht die PDU dem Bit

Ab Layer 5 werden übertragene Inhalte als Daten bezeichnet.

## Verwechselungsgefahr in der Praxis
In der Praxis werden PDU und SDU oft verwechselt oder beides als PDU bezeichnet. Dies rührt daher, dass es alleine von der Schicht abhängt, auf der man sich (gedanklich) befindet, ob derselbe Datensatz eine PDU oder eine SDU ist.
Ebenso wird die PDU oft mit der Payload Data Unit verwechselt. Letztere ist nur unscharf definiert und bezeichnet in ungenauer Form die 'Nutzlast' (Payload) eines Datenpakets – also streng genommen die SDU einer Schicht.